# ふじの山
『ふじの山』（ふじのやま）は、日本の童謡。文部省唱歌。作詞は巖谷小波、作曲者は不詳。『富士山』（ふじさん）というタイトルで呼ばれることもある。
歌詞は2番まであり、曲はニ長調で4分の4拍子である。

## 歌詞
1. あたまを雲の　上に出し
四方の山を　見おろして
かみなりさまを　下に聞く
富士は日本一の山
2. 青空高く　そびえ立ち
からだに雪の　着物着て
霞のすそを　遠く曳く
富士は日本一の山

## 概要
富士山を歌った曲としてよく知られている。
1910年（明治43年）に刊行された『尋常小学読本唱歌』が初出。小学校学習指導要領音楽編にて、小学校3年生の歌唱共通教材に指定されている（タイトルは『ふじ山』）。2007年には「日本の歌百選」にも選ばれる。
フジパン株式会社によって昭和30年代～50年代初頭まで同社に使われた『フジパンの歌』の間奏では、この曲の最終節のメロディーがそのまま流用されている。
2001年3月29日よりこの歌のアレンジバージョンを大月駅富士急行線ホームと河口湖駅で発車メロディとして使用している。2011年7月1日からは富士急行線富士山駅でも列車到着時のメロディとして使用されている。
富士スバルライン料金所手前の道路では、舗装の溝によってこの曲が鳴る部分がある（メロディーロード）。
静岡県富士市、富士宮市、御殿場市、小山町と山梨県富士吉田市、山中湖村では防災行政無線のチャイムとして市町内に流している。
また、以前は静岡県内の横断歩道（スクランブル式の一部のみ）の音響装置付信号機チャイムとしても用いられていたが、2017年（平成29年）度までに全て全国標準型（鳥の鳴き声の鳴き交わし）に切り替わった。

## 編曲
- ふもとから山頂まで、富士登山変奏曲 - 大宝博の編曲。『おもしろ変奏曲にアレンジ! 〜日本のうた〜』（ヤマハミュージックメディア）に掲載。

## 参考項目
- 富士山